# UBL4B
UBL4B (англ. Ubiquitin like 4B) – білок, який кодується однойменним геном, розташованим у людей на 1-й хромосомі. Довжина поліпептидного ланцюга білка становить 174 амінокислот, а молекулярна маса — 19 909.
| 10         |  | 20         |  | 30         |  | 40         |  | 50         |
| ---------- |  | ---------- |  | ---------- |  | ---------- |  | ---------- |
| MFLTVKLLLG |  | QRCSLKVSGQ |  | ESVATLKRLV |  | SRRLKVPEEQ |  | QHLLFRGQLL |
| EDDKHLSDYC |  | IGPNASINVI |  | MQPLEKMALK |  | EAHQPQTQPL |  | WHQLGLVLAK |
| HFEPQDAKAV |  | LQLLRQEHEE |  | RLQKISLEHL |  | EQLAQYLLAE |  | EPHVEPAGER |
| ELEAKARPQS |  | SCDMEEKEEA |  | AADQ       |  |            |  |            |

A: Аланін

C: Цистеїн

D: Аспарагінова кислота

E: Глутамінова кислота

F: Фенілаланін

G: Гліцин

H: Гістидин

I: Ізолейцин

K: Лізин

L: Лейцин

M: Метіонін

N: Аспарагін

P: Пролін

Q: Глутамін

R: Аргінін

S: Серин

T: Треонін

V: Валін

W: Триптофан

Локалізований у цитоплазмі.